# Leo Wilkens
Leo Wilhelmson Wilkens (* 25. November 1893 in Malmö; † 4. Januar 1967 in Greenwich, Vereinigte Staaten) war ein schwedischer Ruderer.

## Karriere
Wilkens nahm 1912 an den Olympischen Spielen in Stockholm teil und gewann im Vierer mit Steuermann in der Bootsklasse Dollengig die Silbermedaille. Zudem startete er im Achter, schied dort jedoch im Viertelfinale aus. Später wanderte er in die Vereinigten Staaten aus.